# Xiuladora arlequinada
La xiuladora arlequinada (Falcunculus frontatus) és un ocell endèmic d'Austràlia, on habita boscos oberts d'eucaliptus i altres formacions arbòries. És l'única espècie de la família dels falcuncúlids (Falcunculidae) i del gènere Falcunculus Vieillot, 1816.

## Taxonomia
S'han reconegut tres subespècies, amb distribucions discontinues i de vegades considerades espècies de ple dret:
- Falcunculus frontatus whitei o Falcunculus whitei AJ Campbell, 1910 – xiuladora arlequinada septentrional.[4] És un ocell amb registres aïllats a la regió de Kimberley, al nord-oest d'Austràlia i a la part superior del territori del nord.
- Falcunculus frontatus leucogaster o Falcunculus leucogaster Gould, 1838 - xiuladora arlequinada occidental.[5] Del sud-oest d'Austràlia Occidental
- Falcunculus frontatus frontatus o Falcunculus frontatus (sensu stricto) (Latham, 1801) - xiuladora arlequinada oriental[6] del sud-est d'Austràlia.